# 柯德铭
柯德铭（1935年—），男，中华人民共和国政治人物，曾任中国民航局副局长、中国民用航空总局副局长。